# AN/PVS-1
AN/PVS-1は、1960年代に開発された歩兵用暗視装置。第1世代の暗視装置でイメージインテンシファイアを備える。

## 概要
パッシブ方式の暗視装置としては最初期の装置でVaro Inc製の3段のイメージインテンシファイアを備える。
AN / PVS-1は、特に反射性の水域の近くで200〜500ヤードの範囲で敵の射撃と移動を検出することにおいて、その時間と良好な周囲光条件において非常に効果的だったがイメージインテンシファイア増倍管は破損しやすくM21狙撃銃の反動でしばしば破損した。